# Dasyrhynchus
A Dasyrhynchus a galandférgek (Cestoda) osztályának a Trypanorhyncha rendjébe, ezen belül a Lacistorhynchidae családjába tartozó nem.

## Tudnivalók
A Dasyrhynchus-fajok tengeri élősködők.

## Rendszerezésük
A nembe az alábbi 8 faj tartozik:
- Dasyrhynchus giganteus (Diesing, 1850)
- Dasyrhynchus indicus Chandra & Rao, 1985
- Dasyrhynchus ingens (Linton, 1921)
- Dasyrhynchus magnus (Bilqees & Kurshid, 1985)
- Dasyrhynchus pacificus Robinson, 1959
- Dasyrhynchus pillersi (Southwell, 1929)
- Dasyrhynchus talismani Dollfus, 1935
- Dasyrhynchus varioucinatus (Pintner, 1913)

Egy további taxon nevet vagy a fentiek szinonimájává alakították át, vagy más nemekbe helyezték át.